# Agrotis picata
Agrotis picata là một loài bướm đêm trong họ Noctuidae.